# Carin C. Tietze
Carin Christina Tietze (ur. 3 października 1964 w Denver) – amerykańska aktorka filmowa, telewizyjna i dubbingowa, grająca w niemieckich produkcjach.

## Kariera
Carin C. Tietze w latach 1985–1987 studiowała na Neighborhood Playhouse School of Theatre w Nowym Jorku.
Debiut na małym ekranie zaliczyła w 1988 roku w serialu pt. Der Alte. Grała również w serialu pt. Derrick, jednak jest bardziej znana z roli w serialu pt. Doktor z alpejskiej wioski, gdzie grała Traudl, pielęgniarkę i zarazem asystentkę doktora Thomasa Burgnera. Grała również w drugiej wersji Doktora z alpejskiej wioski postać Franza. Jest wraz z Hermannem Gieferem jedyną aktorką, która zagrała w obu wersjach tego serialu.
Carin C. Tietze ma również bogaty dorobek jako aktorka dubbingowa. Użyczała głosy w filmach i serialach, także w tych animowanych m.in.: trylogia Opowieści z Narnii, Dzwonnik z Notre Dame, Muppety z kosmosu, Toy Story 2, Toy Story 3, Tajne akcje CIA, Planeta skarbów, Autostopem przez Galaktykę, Siły pierwotne.

## Życie prywatne
Carin C. Tietze prywatnie jest żoną pisarza i reżysera – Floriana Richtera i mieszkają razem nad jeziorem Starnberger See.

## Filmografia

### Filmy
- 1991: Allein unter Frauen jako Vio
- 1994: Pumuckl und der blaue Klabauter jako Carolin
- 1995: Unter Druck jako Sandra
- 1996: Prawdziwi faceci (Echte Kerle) Helen
- 1996: Charleys Tante jako stewardesa
- 1996: Unser Lehrer Doktor Specht jako Unser Lehrer Doktor Specht
- 1998: Helden und andere Feiglinge jako Carla Louvrie
- 1998: Tal der Schatten jako Marie Heller
- 1998: Kaskader na tropie Bursztynowej Komnaty jako Carry
- 1999: Mörderische Abfahrt – Skitour in den Tod jako Monika
- 1999: Racheengel – Stimme aus dem Dunkeln jako Nadkomisarz König
- 2000: Tatort: Viktualienmarkt
- 2000: Die Rosenheim-Cops
- 2001: Frauen, die Prosecco trinken
- 2001: Herzstolpern jako Laura Leonard
- 2003: Dornröschens leiser Tod jako Elisabeth Brückner
- 2003: Tatort: Im Visier
- 2008: Die Sache mit dem Glück jako Biggi
- 2008: Wieder daheim jako Eva Klausner
- 2008: Safari ins Glück jako
- 2009: Schuldig jako Marie
- 2009: Notruf Hafenkante – Schlaf, Kindchen, schlaf
- 2010: Polizeiruf 110: Blutiges Geld
- 2010: Inga Lindström – Millionäre küsst man nicht
- 2011: Emilie Richards: Entscheidung des Herzens jako Megan Fallon
- 2011: Für immer daheim TV-Film mit Uschi Glas
- 2012: Das Leben ist ein Bauernhof jako Johanna
- 2013: SOKO Kitzbühel jako doktor Ingrid Laab
- 2013: Um Himmels Willen

### Seriale
- 1988–2011: Der Alte jako Annette Wintzer / Vroni Eckert / Heike Jürgens
- 1990–1995: Derrick jako Vera Podewil / Helga Feldhaus / Anita
- 1992–1995: Doktor z alpejskiej wioski jako Traudl
- 1993–2012: Das Traumschiff jako Andrea Westphal / Dagmar Rüdiger / Helma Winthers
- 1995: Rosamunde Pilcher jako siostra Editha / Kate Millhouse / Liz
- 1997–2009: Der Bulle von Tölz  jako Katja Flemisch / Hasi
- 1998: Tierarzt Dr. Engel jako doktor Ann-Marie Polenz
- 2002: Edel & Starck jako Sonja Ferlach
- 2005: Der Winzerkönig jako Johanna Stickler / Johanna Strasser
- 2005–2006: SK Kölsch jako Gesine Westfahl
- 2008: Kobra – oddział specjalny jako doktor Elke Schneider
- 2009: Der Kriminalist jako Sylvia Reiter
- od 2011: Hubert & Staller jako
- 2014: Doktor z alpejskiej wioski jako Angelika Bichler

### Dubbing
- 1996: Dzwonnik z Notre Dame jako Esmeralda
- 1999: Muppety z kosmosu jako Shelley Snipes
- 1999: Toy Story 2 jako Jessie
- 2001–2003: Tajne akcje CIA jako Terri Lowell
- 2002: Planeta skarbów jako Sarah Hawkins
- 2005: Autostopem przez Galaktykę jako Questular Rontok
- 2005: Opowieści z Narnii: Lew, czarownica i stara szafa jako Biała Czarownica
- 2007–2009: Siły pierwotne jako Helen Cutter
- 2010: Toy Story 3 jako Jessie
- 2008: Opowieści z Narnii: Książę Kaspian jako Biała Czarownica
- 2010: Opowieści z Narnii: Podróż Wędrowca do Świtu jako Biała Czarownica